# West Vancouver—Sunshine Coast—Sea to Sky Country
Pour les articles homonymes, voir Sea to Sky.
Circonscription électorale fédérale du Canada
West Vancouver—Sunshine Coast—Sea to Sky Country (auparavant West Vancouver—Sunshine Coast) est une circonscription électorale fédérale canadienne située en Colombie-Britannique.

## Circonscription fédérale
La circonscription se situe à l'ouest de la Colombie-Britannique et comprend le district régional de Sunshine Coast et une partie des districts régionaux de Squamish-Lillooet et du Grand Vancouver. Elle inclut les villes de Whistler, Squamish et Sechelt ainsi qu'une partie de West Vancouver. Elle comprend aussi l'île Bowen et Lions Bay. Elle est bordée au sud-ouest par le détroit de Géorgie et au sud par la baie Burrard.
Les circonscriptions limitrophes sont :
- au nord-est : Kamloops—Thompson—Nicola
- à l'est : Mission—Matsqui—Abbotsford et Pitt Meadows—Maple Ridge
- au sud-est : Coquitlam—Port Coquitlam et North Vancouver—CapilanoNorth Vancouver—Capilano.

## Historique
La circonscription est créée en 1996 sous le nom de West Vancouver—Sunshine Coast à partir des circonscriptions de Capilano—Howe, North Island—Powell River et North Vancouver. La circonscription adopte son nom actuel en 2003. Avec ses 48 caractères, cette circonscription a déjà possédé le plus long nom parmi l'ensemble des circonscriptions canadiennes. Cette distinction appartient en 2025 à Côte-du-Sud—Rivière-du-Loup—Kataskomiq—Témiscouata avec 50 caractères.
Lors du redécoupage électoral de 2022, la circonscription perd une partie de la ville de West Vancouver au profit de North Vancouver—Capilano.

## Députés
| Législature                                                                       | Années        | Député | Député                 | Parti               |
| --------------------------------------------------------------------------------- | ------------- | ------ | ---------------------- | ------------------- |
| West Vancouver—Sunshine Coast issue de Capilano—Howe et North Island—Powell River |               |        |                        |                     |
| 36e                                                                               | 1997–2000     |        | John Reynolds          | Réformiste          |
| 36e                                                                               | 2000-2000     |        | John Reynolds          | Alliance canadienne |
| 37e                                                                               | 2000–2003     |        | John Reynolds          | Alliance canadienne |
| 37e                                                                               | 2003-2004     |        | John Reynolds          | Conservateur        |
| West Vancouver—Sunshine Coast—Sea to Sky Country                                  |               |        |                        |                     |
| 38e                                                                               | 2004–2006     |        | John Reynolds          | Conservateur        |
| 39e                                                                               | 2006–2007     |        | Blair Wilson           | Libéral             |
| 39e                                                                               | 2007-2008     |        | Blair Wilson           | Indépendant         |
| 39e                                                                               | 2008-2008     |        | Blair Wilson           | Vert                |
| 40e                                                                               | 2008–2011     |        | John Weston            | Conservateur        |
| 41e                                                                               | 2011–2015     |        | John Weston            | Conservateur        |
| 42e                                                                               | 2015–2019     |        | Pamela Goldsmith-Jones | Libéral             |
| 43e                                                                               | 2019–2021     |        | Patrick Weiler         | Libéral             |
| 44e                                                                               | 2021–2025     |        | Patrick Weiler         | Libéral             |
| 45e                                                                               | 2025–en cours |        | Patrick Weiler         | Libéral             |

## Résultats électoraux

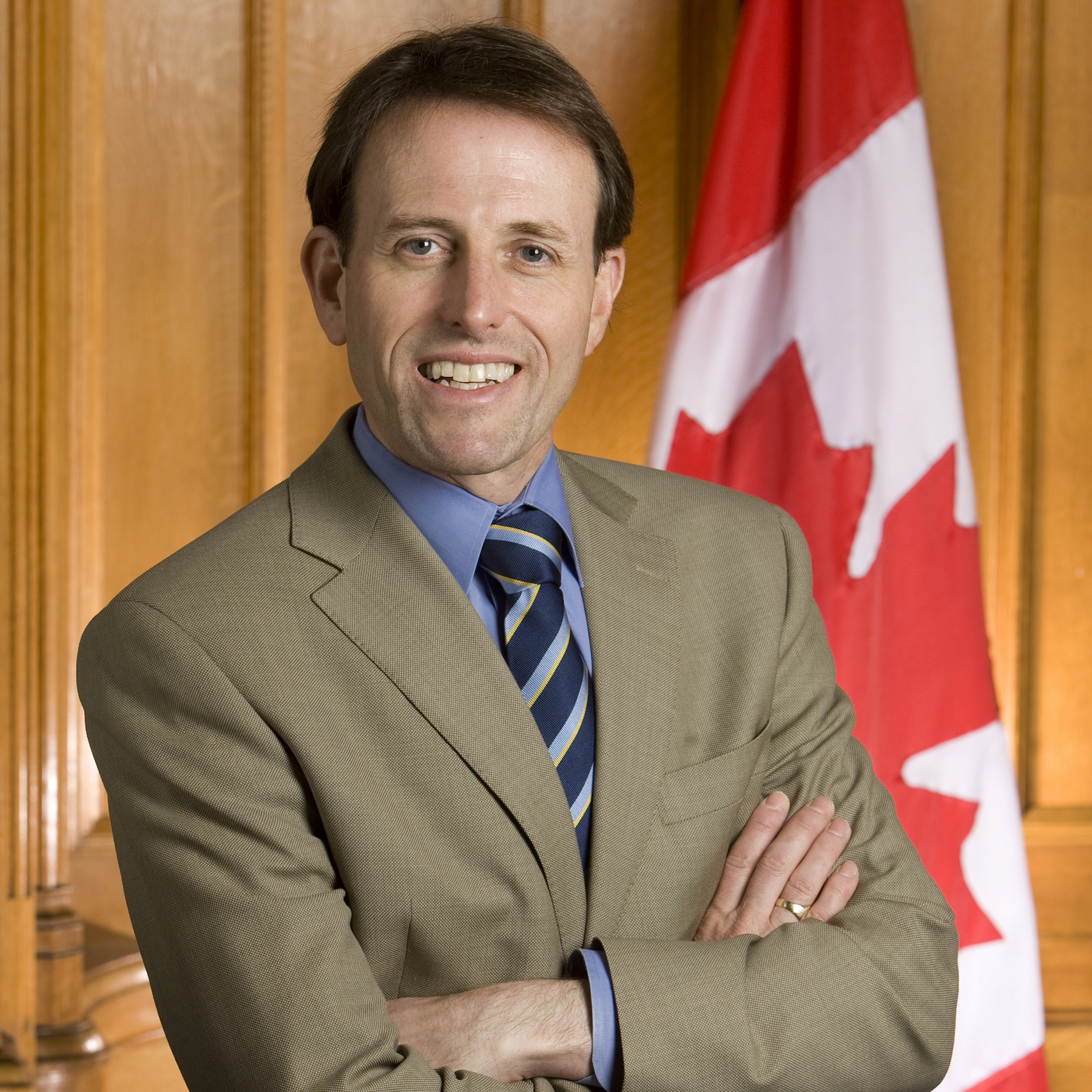
John Weston en 2009

Modèle:Élection générale canadienne de 2025 — West Vancouver—Sunshine Coast—Sea to Sky Country
|       | Candidat               | Parti              | # de voix | % des voix |
|       | (X) John Weston        | Conservateur       | +17 411,  | 26,2 %     |
|       | Pamela Goldsmith-Jones | Libéral            | +36 300,  | 54,62 %    |
|       | Larry Koopman          | NPD                | +06 554,  | 9,86 %     |
|       | Ken Melamed            | Vert               | +05 907,  | 8,89 %     |
|       | Robin Kehler           | Marijuana          | +00180,   | 0,27 %     |
|       | Carol-Lee Chapman      | Marxiste-léniniste | +00106,   | 0,16 %     |
| Total | Total                  | Total              | 66 458    | 100 %      |

|       | Candidat          | Parti              | # de voix | % des voix |
|       | (x) John Weston   | Conservateur       | +28 614,  | 45,53 %    |
|       | Dan Veniez        | Libéral            | +14 123,  | 22,47 %    |
|       | Terry Platt       | NPD                | +14 828,  | 23,59 %    |
|       | Brennan Wauters   | Vert               | +04 436,  | 7,06 %     |
|       | Carol Lee Chapman | Marxiste-léniniste | +00087,   | 0,14 %     |
|       | Doug Hartt        | Action canadienne  | +00064,   | 0,1 %      |
|       | Tunya Audain      | Libertarien        | +00250,   | 0,4 %      |
|       | Roger Lagassé     | Progressiste       | +00293,   | 0,47 %     |
|       | Allan Holt        | Western            | +00156,   | 0,25 %     |
| Total | Total             | Total              | 62 851    | 100 %      |

|       | Candidat        | Parti        | # de voix | % des voix |
|       | John Weston     | Conservateur | +26 949,  | 44,57 %    |
|       | Ian Sutherland  | Libéral      | +16 069,  | 26,57 %    |
|       | Bill Frost      | NPD          | +08 728,  | 14,43 %    |
|       | (x)Blair Wilson | Vert         | +08 723,  | 14,43 %    |
| Total | Total           | Total        | 60 469    | 100 %      |